# Obejo
Obejo és un municipi de la província de Còrdova a la comunitat autònoma d'Andalusia, a la comarca de Valle del Guadiato.

## Demografia
| 1996  | 1998  | 1999  | 2000  | 2001  | 2002  | 2003  | 2004  | 2005  | 2006  | 2007  |
| ----- | ----- | ----- | ----- | ----- | ----- | ----- | ----- | ----- | ----- | ----- |
| 1.494 | 1.493 | 1.505 | 1.509 | 1.554 | 1.560 | 1.547 | 1.500 | 1.502 | 1.791 | 1.791 |